# صحرای لیبی

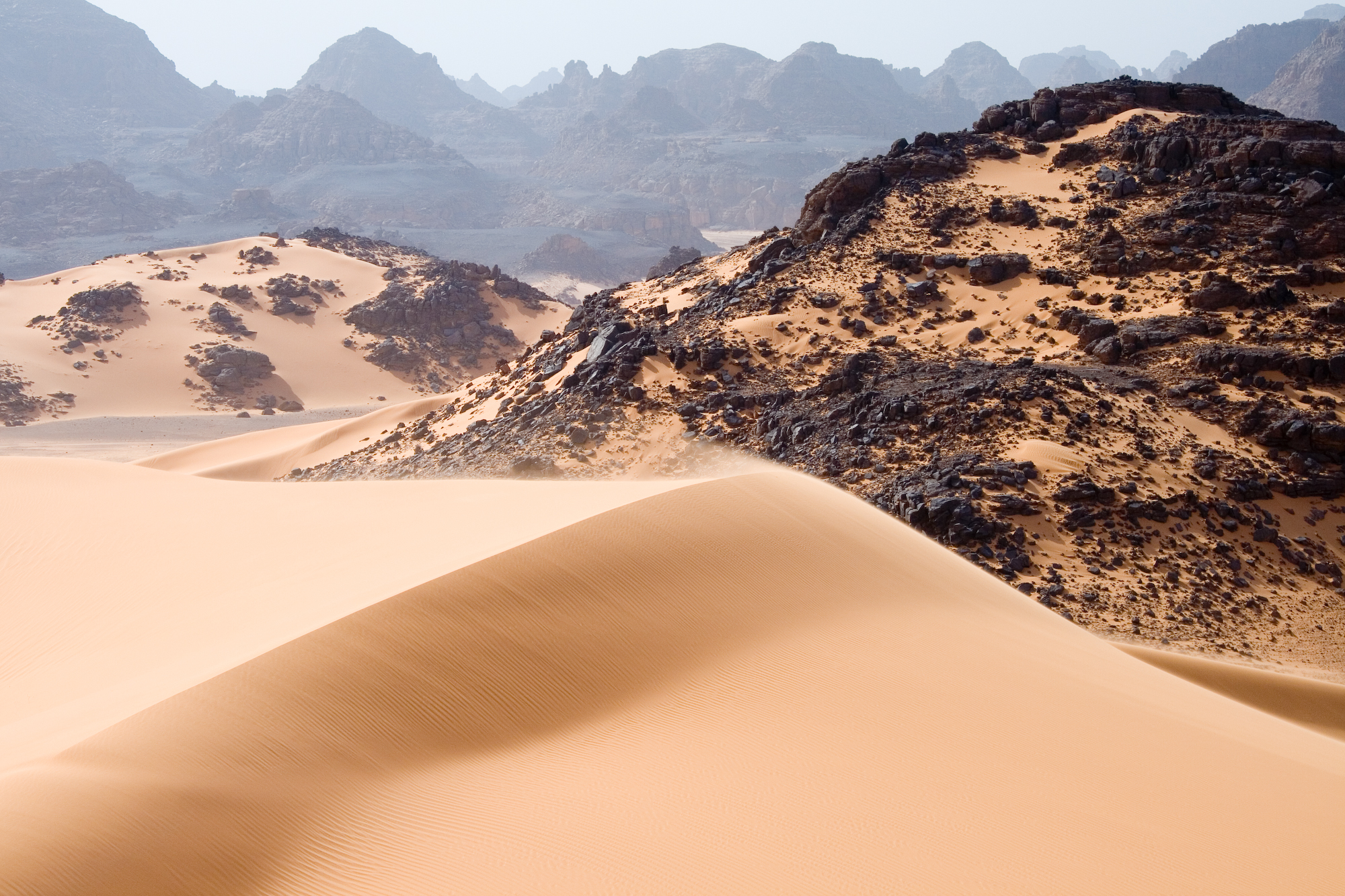
صحرای لیبی

صحرای لیبی (انگلیسی: Libyan Desert) بیابانی است که بخش شمالی و شرقی صحرای بزرگ آفریقا را تشکیل می‌دهد. این بیابان حدود ۱/۱۰۰/۰۰۰ کیلومتر مربع وسعت دارد.
- شرق لیبی
- غرب مصر
- شمالغربی سودان